# آیریس ادرین
آیریس ادرین (انگلیسی: Iris Adrian؛ ‏ ۲۹ مهٔ ۱۹۱۲ – ۱۷ سپتامبر ۱۹۹۴) بازیگر و هنرمند رقص اهل ایالات متحده آمریکا بود.
از فیلم‌ها یا برنامه‌های تلویزیونی که وی در آن نقش داشته‌است، می‌توان به روابط ما، سریع و خشمگین، گربه جاسوس، گربه جاسوس، زنی در پنجره، رؤیای من مال توست، داستان هلن مورگن، جمعه عجیب، میمون زرنگ و شال اشاره کرد.